# کانجی تسودا
کانجی تسودا (انگلیسی: Kanji Tsuda؛ زادهٔ ۲۷ اوت ۱۹۶۵) بازیگر اهل ژاپن است. وی از سال ۱۹۹۳ میلادی تاکنون مشغول فعالیت بوده‌است.
از فیلم‌ها یا برنامه‌های تلویزیونی که وی در آن نقش داشته‌است می‌توان به عروسکها، جو-آن: کینه، سوناتای توکیو، خون، گل و مار: صفر، و اوندا: ۱۰٬۰۰۰ شب در جنگل اشاره کرد.